# Чуваський державний академічний драматичний театр імені К. В. Іванова
Чуваський академічний драматичний театр імені К. Іванова (чув. Чăваш патшалăх К. В. Иванов ячĕллĕ академи драма театрĕ) — найстаріший театр чуваського народу, вогнище культури Чувашії.

## Історія
Театр був заснований 1918 року в Казані І. С. Максимовим-Кошкінським. На початку колектив іменувався «Чуваська драма», потім — «Чуваський радянський пересувний театр». Відкрився спектаклем «Не так живи, як хочеться» О.Островського. У 1920 році переїхав в Чебоксари. Репертуар театру складали п'єси чуваських драматургів і переклади російської класики, вистави гралися чуваською мовою.
В 1927-1939 рр. як головний режисер театр очолив П. Н. Осипов. Самобутнє мистецтво артистів театру з року в рік зростало і міцніло в найкращих виставах за п'єсами чуваських драматургів Ф. Павлова, І. Максимова-Кошкинського, Н. Айзмана, М. Трубіної, Л. Агакова, А. Есхеля, А. Колгана, Я. Ухсая, В. Алагер, Л. Родіонова, В. Ухлі, Н. Терентьєва, та ін.
У 1933 році театру присвоєно звання академічного, у 1959 — ім'я поета К. Іванова. У 1947 році в колектив влилися випускники Чуваської студії ГІТІСу (курс М. М. Тарханова). У наступні роки театр поповнюється випускниками театральних ВНЗ країни: в 1961 році — випускниками ГІТІСу (керівник — народний артист СРСР В. А. Орлов), в 1972 році — Ленінградського інституту театру, музики і кінематографії (керівник — заслужений діяч мистецтв ЧР А. І. Кацман), в 1983 році (керівник — заслужений діяч мистецтв ЧР В. К. Смирнов) і в 1993 та 2002 роках — (керівник — заслужений діяч мистецтв ЧР В. П. Селезньов) Московського театрального училища імені М. С. Щепкіна (ВНЗ).

## Театр сьогодні
Наразі театр ставить п'єси зарубіжних драматургів: Д.Маротта, і Б.Рандоне, Ж.Ануя; російських — О. Островського, О. Пушкіна, М. Рощина, В. Розова, С. Прокоп'євої та Токмаковой, А. Ларева; чуваських — Сидорова, Угаріна, Чебанова, Медведєва.

## Будівля театру: будівництво, реконструкції
Будівля театру була споруджена 1961 року (Архітектор — А. Максимов), реконструйовано в 2001—2002 роках. Будівля Чуваського державного академічного драматичного театру є пам'яткою архітектури за Постановою Ради Міністрів Чуваської Республіки № 372 від 29.10.1993 р.

## Участь у фестивалях, призи
- «Образ сільського трудівника в драматургії і на сцені» (назва фестивалю), Ярославль: «Тітонька Праски дочку заміж видає» Чебанова, режисер В. Яковлев, номінація «Найкраща жіноча роль»-Н.Яковлева за роль тітоньки Праски, 1990;
- «Найкращі вистави Росії», м. Орел: «Ожина вздовж тину» по Б.Чіндикову, 1990;
- «Федерація-92», Чебоксари: «Ожина вздовж тину», 1991;
- «Туганлик», Уфа: «Ожина вздовж тину», Гран-прі, 1991;
- «Прощання з Матьорою» В. Распутіна; найкраща режисура — Яковлев, «Жіноча роль другого плану» — Н.Григор'єва за виконання ролі Настасії, 1996),
- «Науруза», Казань: «Плач дівчини на зорі» Сидорова, диплом за «Культурну постановку спектаклю» — Яковлев, 1998; «Світло далекого щастя» А.Тарасова, «Найкраща роль другого плану» — С. Андрєєва за роль Зайчика, «Приз за акторську удачу» — Г. Большаков за роль Міккуля, 2002,
- "Російська класика. Пушкін. Тургенєв. ", М. Орел: " Моцарт і Сальєрі ", 1999.
- Учасник Міжнародного театрального фестивалю в Ярославлі (жовтень 2002).
- Республіканський конкурс театрального мистецтва «Чĕнтĕрлĕ чаршау» («Візерунчаста завіса»), 2005.
- Міжнародний театральний фестиваль тюркських народів «Науруза», 2005.
- Республіканський конкурс театрального мистецтва «Чĕнтĕрлĕ чаршав» («Візерунчаста завіса»), 2006.

## Артисти театру
- Кузьміна Віра Кузьмівна
- Яковлєва Ніна Михайлівна
- Кирилова Надія Мефодіївна
- Андрєєв Аркадій Олексійович
- Яковлев Валерій Миколайович
- Вер'ялова Ірина Василівна
- Демидов Олександр Оскарович
- Димитрієв Арсентій Валеріанович
- Григор'єва Ніна Іллівна
- Зубкова Надія Олексіївна